# Cristian Onțel
Cristian Iulian Onțel (n. 5 aprilie 1998, București, România) este un fotbalist profesionist român care joacă pe postul de mijlocaș stînga, care a jucat la clubul de fotbal Steaua București. Echipa sa actuală este SC Popești-Leordeni din Liga a III-a. A debutat în Liga I în octombrie 2015, la un meci al FC Steaua București cu CSMS Iași.

## Statistică
| Club             | Sezon         | Ligă     | Ligă   | Cupă     | Cupă   | Cupa Ligii | Cupa Ligii | Europa   | Europa | Altele   | Altele | Total    | Total  | Total |
| Club             | Sezon         | Apariții | Goluri | Apariții | Goluri | Apariții   | Goluri     | Apariții | Goluri | Apariții | Goluri | Apariții | Goluri |       |
| ---------------- | ------------- | -------- | ------ | -------- | ------ | ---------- | ---------- | -------- | ------ | -------- | ------ | -------- | ------ | ----- |
| Steaua București | 2015–16       | 3        | 0      | 0        | 0      | 0          | 0          | 0        | 0      | 0        | 0      | 3        | 0      |       |
| Total            | Total         | 3        | 0      | 0        | 0      | 0          | 0          | 0        | 0      | 0        | 0      | 3        | 0      |       |
| Total carieră    | Total carieră | 3        | 0      | 0        | 0      | 0          | 0          | 0        | 0      | 0        | 0      | 3        | 0      |       |

Statistici după meciul dintre Steaua și Dinamo de pe 22 noiembrie 2015